# Еремеев, Олег Николаевич
Олег Николаевич Еремеев (род.11 июня 1979) — казахстанский хоккеист, нападающий.

## Карьера
Олег Еремеев — воспитанник усть-каменогорского хоккея.
В Суперлиге России провел 61 игру, забил 9 шайб и сделал 7 результативных передач.
В высшей лиге чемпионата России провел 367 игр, отметившись 111 шайбами и 103 передачами.
В чемпионате Казахстана провел 225 игр, набрав 97+106 очков по системе «гол+пас».
В составе молодёжных сборных Казахстана — участник чемпионатов мира 1997 (U18), 1997 (U20), 1999 (U20).
Участник чемпионата мира 2002 года в 1 дивизион, где сборная Казахстана завоевала «бронзу».
Серебряный призёр зимних Азиатских игр 2007 года.